# Flaviac
Flaviac település Franciaországban, Ardèche megyében. Lakosainak száma 1239 fő (2022. január 1.). Flaviac Chomérac, Coux, Lyas, Saint-Julien-en-Saint-Alban és Saint-Vincent-de-Durfort községekkel határos.

## Népesség
A település népességének változása:
| Lakosok száma | 870  | 912  | 993  | 1105 | 1176 | 1213 | 1223 | 1224 | 1240 | 1239 |
|               | 1968 | 1982 | 1990 | 2006 | 2013 | 2015 | 2017 | 2019 | 2020 | 2022 |